# Claus Holm
Claus Holm (Bochum, 4 augustus 1918 - Berlijn, 21 september 1996) was een Duitse acteur. Hij was bekend om zijn rol als commissaris Axel Kersten in de film Nachts, wenn der Teufel kam en als arts in Die Ehe der Maria Braun.

## Biografie
Claus Holm was drie jaar mijnwerker en werd in 1937 bokskampioen. Halverwege de jaren 40 begon hij met acteren in Berlijn. Na het einde van de oorlog hielp hij bij de oprichting van het Altmärkisches Theater in Salzwedel en verscheen hij al snel voor de camera bij DEFA. Het filmdrama Ehe im Schatten van Kurt Maetzig uit 1947 rekende hij tot zijn belangrijkste films. Hij acteerde ook in het Schiffbauerdamm theater.
In 1953 vluchtte Holm uit de DDR naar het Westen, waar hij al snel terugkeerde naar het theater en lid werd van het ensemble van de Staatliche Schauspielbühnen Berlin onder leiding van Boleslaw Barlog. In die tijd was hij ook een veelgevraagd filmacteur. In 1957 speelde Holm detective Axel Kersten in de Oscargenomineerde film Nachts, wenn der Teufel kam en in 1959 verscheen hij voor de camera in Fritz Langs remakes van Der Tiger von Eschnapur en Das indische Grabmal. Hij was ook te zien in drie films van Edgar Wallace.
Vanaf het midden van de jaren 60 acteerde Holm voornamelijk in het theater. In 1966 verscheen hij op televisie in de Duitse sciencefiction televisieserie Raumpatrouille Orion als scheepsingenieur Hasso Sigbjörnson. Daarna verscheen hij slechts in een paar films, waaronder Rainer Werner Fassbinders televisiefilm Berlin Alexanderplatz uit 1980.
Claus Holm leefde een zeer teruggetrokken leven. Hij overleed in Berlijn op 21 september 1996 op 78-jarige leeftijd en werd begraven naast zijn vrouw, de zangeres Dagmar Holm-Stech (1918-1988), op de staatsbegraafplaats Heerstraße in wat nu Berlijn-Westend is (graflocatie: 20-B-1a).

## Filmografie
- 1943: Das Bad auf der Tenne
- 1943: Floh im Ohr
- 1947: Ehe im Schatten
- 1947: Razzia
- 1948: Grube Morgenrot
- 1949: Quartett zu fünft
- 1950: Die lustigen Weiber von Windsor
- 1951: Zugverkehr unregelmäßig
- 1951: Das Beil von Wandsbek
- 1952: Sein großer Sieg
- 1954: Rittmeister Wronski
- 1954: Heideschulmeister Uwe Karsten
- 1955: Zwei blaue Augen
- 1955: Wenn die Alpenrosen blüh'n
- 1955: Der Pfarrer vom Kirchfeld
- 1955: Der 20. Juli
- 1956: ...wie einst Lili Marleen
- 1956: Der Glockengießer von Tirol
- 1956: Waldwinter
- 1956: Frucht ohne Liebe
- 1956: Der Adler vom Velsatal
- 1957: Die Lindenwirtin vom Donaustrand
- 1957: Für zwei Groschen Zärtlichkeit
- 1957: Nachts, wenn der Teufel kam (Robert Siodmak)
- 1957: Flucht in die Tropennacht
- 1957: Der Adler vom Velsatal
- 1958: Das Mädchen vom Moorhof
- 1958: Rivalen der Manege
- 1958: Les filles de nuit (Maurice Cloche)
- 1959: Der blaue Strohhut
- 1959: Das indische Grabmal (Fritz Lang)
- 1959: Der Tiger von Eschnapur (Fritz Lang)
- 1960: Journey to the Lost City
- 1960: Im Namen einer Mutter
- 1961: Unter Ausschluß der Öffentlichkeit
- 1961: Heute nacht in Samarkand
- 1962: Eheinstitut Aurora
- 1963: Der Fluch der gelben Schlange
- 1964: Unter Geiern (niet op aftiteling)
- 1964: Jenny und der Herr im Frack
- 1964: Der Fall Jakubowski - Rekonstruktion eines Justizirrtums
- 1966: Paris brûle-t-il? (niet op aftiteling)
- 1966: Der Fall der Generale
- 1966: Raumpatrouille
- 1966: Le grans restaurant
- 1967: Der Mönch mit der Peitsche
- 1967: Die Brücke von Remagen
- 1968: Der Senator
- 1968: Der Gorilla von Soho
- 1968: Sünde mit Rabatt
- 1968: Dynamit in grüner Seid
- 1972: Mit dem Strom
- 1978: Spiel der Verlierer
- 1979: Die dritte Generation (Rainer Werner Fassbinder)
- 1979: Die Ehe der Maria Braun (Rainer Werner Fassbinder)
- 2003: Raumpatrouille Orion – Rücksturz ins Kino

## Televisieseries
- 1964: Der Fall Jakubowski - Rekonstruktion eines Justizirrtums
- 1966: Raumpatrouille - Die phantastischen Abenteuer des Raumschiffes Orion
- 1973: Algebra um acht
- 1975: Im Werk notiert
- 1980: Berlin Alexanderplatz (Rainer Werner Fassbinder)
- 1986: Didi – Der Untermieter
- 1986: Die Nervensäge

## Theater (selectie)
- 1949: Arthur Miller Alle meine Söhne (Christian Keller) – Regie: Heinz Wolfgang Litten (Theater am Schiffbauerdamm Berlin)
- 1951: Herb Tank: Tanker Nebraska (1e officier) – Regie: Kurt Jung-Alsen (Theater am Schiffbauerdamm Berlin)
- 1952: Maxim Gorki: Die Feinde – Regie: Fritz Wisten (Theater am Schiffbauerdamm Berlin)

## Synchronisation[Bearbeiten | Quelltext bearbeiten]
Als stemacteur leende hij zijn stem aan onder andere Joseph Cotten (El Perdido), Gordon Jackson (The Best Years of Miss Jean Brodie) en Michael Ripper (The Deadly Bees).

## Hoorspel
- 1952: Howard Fast: 30 Silberlinge – Regie: Günther Rücker (Berliner Rundfunk)